# Soziale Norm
Soziale Normen (gesellschaftliche Normen, soziale Skripte) sind konkrete Handlungsanweisungen, die das Sozialverhalten betreffen. Sie definieren verantwortungsbewusstes soziales Handeln in Situationen des alltäglichen Lebens und der Arbeit. Sie unterliegen immer dem sozialen Wandel, sind gesellschaftlich und kulturell bedingt und sind daher von Gesellschaft zu Gesellschaft verschieden. Normen bringen (äußerliche) Erwartungen der Gesellschaft an das Verhalten von Individuen zum Ausdruck. Die Verbindlichkeit dieser Erwartungen variiert (siehe auch Tabu). Sie können unterschieden werden von (innerer) vernunftgemäßer Gewissensprüfung von Handlungen (siehe Moral, Ethik, kategorischer Imperativ). Formelle sowie informelle Normen sind Bestandteile sozialer Ordnung.
Émile Durkheim war einer der ersten Soziologen, die die Wirkung normativer Regelungen untersuchten. Später erforschte insbesondere Talcott Parsons die Wirkung von Normen auf das Verhalten von Individuen.

## Kontrolle und Wirkung von Normen
Soziale Normen sind von den meisten Gesellschaftsmitgliedern (sozialen Akteuren) akzeptierte und vertretene Vorstellungen, Handlungsmaximen und Verhaltensmaßregeln wie z. B. (in unserer Kultur), dass man beim Essen nicht schmatzt, dass man den Hosenschlitz in einem unbeobachteten Moment zuzieht, oder dass man andere Menschen nicht anrempelt. Soziale Normen strukturieren so die Erwartungen der Interaktionspartner in einer Situation und machen das Handeln und Reagieren in einem gewissen Maße vorhersagbar; sie reduzieren daher Komplexität im sozialen Miteinander, engen in der Negativsicht die Verhaltensmöglichkeiten ein, schaffen auf der anderen Seite innerhalb der normativen Grenzen die freie Entfaltung ohne Zwänge.
Normvorstellungen können miteinander konkurrieren (vgl. soziale Rolle). Systemtheoretisch aufgefasst stehen sie jedoch miteinander in einem hierarchischen Bezug, bei dem die jeweils weiter „oben“ angesiedelten Handlungsempfehlungen einen Allgemeinbegriff einsetzen, wo die Einzelnorm einen besonderen Fall beschreibt. Beispiel: Eine Einzelnorm besagt, dass man beim Essen (begründet z. B. mit der Verletzungsgefahr) kein Nahrungsmittel mit dem Messer aufspießen und zum Mund führen soll. Beim Verzehr eines Frankfurter Handkäses gilt jedoch die umgekehrte Norm, dass dieser aufgrund ortsüblicher Sitte ausschließlich mit dem Messer verzehrt werden darf. Die allgemeinere Norm formuliert in diesem Fall: Man soll so speisen, wie es die jeweilige Verzehrsvorschrift anrät. Die gültige Ausnahme erzwingt und rechtfertigt (älterer/redensartlicher Sprachgebrauch: „bestätigt“) damit die Aufstellung einer allgemeineren Regel. Sehr weit vom konkreten Einzelfall abstrahierte allgemeine moralische Handlungsempfehlungen bezeichnet man als Maximen.
Die Einhaltung sozialer Normen wird von Mitmenschen oder von Personen in einer bestimmten Machtposition (z. B. Lehrern) kontrolliert. Sie können auf diese reagieren mit Sanktionen (Belohnung oder Bestrafung) oder mit Ignorieren (d. h., sie können reagieren, müssen es aber nicht).
Die Einhaltung der sozialen Normen unterliegt der sozialen Kontrolle. Die Formen der Normabweichung reichen von bloßer Exzentrik bis hin zur Kriminalität. Auch der zivilisierte Umgang mit Normverstößen und eine wohldosierte und auf die Wiederherstellung von harmonischem Zusammenleben gerichtete Konfliktkultur sind fester Bestandteil gesellschaftlicher Norm.
Soziale Normen werden im realen gesellschaftlichen Zusammenleben nicht gleich gewichtet. Ihre Durchsetzung orientiert sich an ihrer Wertigkeit für die beteiligten Individuen bzw. dem Grad ihrer allgemeinen Akzeptanz. Ihre Bedeutung hängt von den Anstrengungen ab, die zu ihrer Durchsetzung unternommen werden. Bei hoher Relevanz z. B. beim Schutz der menschlichen Würde werden soziale Normen durch Gesetze kodifiziert und über Strafe (Sanktionen) durchgesetzt.
Normen werden häufig aus ethisch-moralischen Zielvorstellungen (Werten) abgeleitet. Verhält sich jemand entsprechend einer Norm, ohne dabei bewusst an die mit dieser Norm verbundenen Sanktionen zu denken, so hat er die Norm internalisiert.
Normen dienen dazu, dass soziales Handeln vereinfacht wird, durch die Existenz von Normen wird es möglich, Erwartungen über das Verhalten anderer Personen zu bilden.

## Sozialisation von Normen
Das Kind erlernt die jeweils in der Gesellschaft geltenden sozialen Normen während der Erziehung u. a. im Elternhaus und in der Schule (Sozialisation). Mit den Jahren erweitert sich die Anzahl der Normen, und der Heranwachsende passt sich immer mehr der Gesellschaft an. Von einem erwachsenen Menschen erwarten die Leute, dass er die meisten Normen kennt und beachtet, sodass er in der Öffentlichkeit nicht unangenehm auffällt. Als Zeichen von höherer Bildung gilt es, wenn man die Einzelnormen aus den jeweils höher stehenden Maximen abzuleiten in der Lage ist („Einsicht in die Notwendigkeit“). Als Zeichen niedriger Bildung gilt die bloße Kenntnis und unreflektierte Befolgung der wichtigsten Einzelnormen („fremdbestimmtes moralisches Handeln“). Oberste Maxime der moralischen Erziehung ist die größtmögliche Hebung der moralischen Urteilsfähigkeit beim Individuum.

## Veränderung von sozialen Normen
Soziale Normen sind einem stetigen Wandel unterworfen. Für Normen in Bezug auf Hygieneverhalten und die Anwendung von Gewalt  postulierte bereits Norbert Elias in seiner Theorie über den Prozess der Zivilisation die Idee, dass sich der Normwandel grundsätzlich hin zu strikteren Normen bewege. Von Elias‘ Theorie ausgehend entwickelten sich psychologische Studien, die diese Hypothese empirisch untermauern. Laut Strimling et al. könnte der Mechanismus dieser Normveränderungen darin bestehen, dass anti-Norm-Abweichungen (z. B.  Hände zu ungründlich waschen nach Toilettengang) als bedrohlicher empfunden und darum stärker bestraft würden als pro-Norm-Abweichungen (die Hände zu gründlich waschen nach Toilettengang). Aus dieser Asymmetrie entstehe eine Tendenz der Normentwicklung hin zu den pro-Norm-Abweichungen (d.h die Normen werden strikter). Strimling et al. konnten die Asymmetrie in der Bestrafungsneigung bei Normabweichungen in Gewalt- und Hygieneverhalten experimentell nachweisen, was den Normwandel hin zu restriktiveren Formen plausibilisiert. Diesen Wandel darf man aber keineswegs als lineare Entwicklung denken. Vielmehr ist es ein dynamisches Prozessgeschehen, das sich aufgrund der aufgezeigten Asymmetrie tendenziell zwar in eine vorgegebene Richtung bewegt, aber von einer Zahl von anderen Faktoren abhängt. So zeigt z. B. eine Studie von Tobias et al., dass Proteste gegen Beschwerden aufgrund von Normabweichungen die Normentwicklung verlangsamen oder gar stabilisieren können.

## Normen in den Sozialwissenschaften
In den Sozialwissenschaften sind Normen Regelungen des sittlichen oder konventionellen Verhaltens der Menschen, die innerhalb einer gesellschaftlichen Gruppe gelten. Dazu gehören z. B. Sitten und Gebräuche, Verbote und Gesetze. Sie dienen dem Schutz von Werten, sie ermöglichen dem Individuum, zu leben und in der Gemeinschaft zusammenzuleben. Für den Einzelnen haben sie eine Entlastungsfunktion: Sie geben ihm Orientierung und befreien ihn von dem dauernden Druck, sich selbst Verhaltensregeln suchen zu müssen. In einer offenen Gesellschaft sind Normen nicht ein für alle Mal festgelegt, sondern unterliegen einem stetigen Legitimationsdruck.
Im Allgemeinen unterscheidet man drei Arten von (gesellschaftlichen) Normen: Kann-, Soll- und Mussnormen.

## Empirischer Nachweis
Die Akzeptanz von Normen kann durch Beobachtung oder Befragung ermittelt werden. Dabei gilt, dass jede Einzelmessung mit einem Messfehler behaftet ist, selbst eine Messung des Gewichtes und der Körpergröße, umso mehr physiologische Messungen (Blutdruck) und psychodiagnostische Messungen (Intelligenz, Extraversion, Angstneigung …). Daher kann nie mit absoluter Sicherheit gesagt werden, ob die tatsächliche Merkmalsausprägung (der „wahre Wert“) einer Person der beobachteten (soeben gemessenen) entspricht. Außerdem kann sich sogar der wahre Wert mehr oder weniger schnell verschieben, so kann sich die Persönlichkeit einer Person über das Leben hinweg verändern oder der Blutdruck durch die Aufregung des Arztbesuches erhöht sein, obwohl er sonst im Normbereich liegt.

### Statistische Norm
Die „Norm“ ist mitunter ein Mittelwert (arithmetisches Mittel, Median, Modalwert), bzw. allgemeiner ein Kennwert der zentralen Tendenz – dieser lässt sich gut durch die Gaußsche Normalverteilung darstellen. Ein bestimmter Bereich um diesen Mittelwert (z. B. eine Standardabweichung) wird als normal definiert (im psychodiagnostischen Bereich ist der Begriff „durchschnittlich“ gebräuchlicher), Abweichungen von diesem Durchschnittsbereich werden üblicherweise als „über-/unterdurchschnittlich“ bzw. „abweichend“ sowie die Extrembereiche als „abnorm“ bezeichnet. Weitere übliche Begriffe sind „knapp“ und „stark überdurchschnittlich“ sowie bei klinischen Testverfahren „klinisch relevant“. Eine Person zeigt eine Abweichung von der Norm, wenn ein Merkmal oder ein bestimmtes Verhalten weniger häufig/häufiger auftritt bzw. weniger oder stärker ausgeprägt ist als bei Menschen, die in den Durchschnittsbereich fallen. Bei nicht normalverteilten Variablen werden für gewöhnlich Prozentränge herangezogen, um die statistische Norm festzulegen. Ein Prozentrang zwischen 25 und 75 kann beispielsweise als durchschnittlich gelten, d. h. der Bereich, in dem 50 % der Werte in der Grundgesamtheit (Bevölkerung) liegen.

### Ideale Norm
Als „ideale Norm“ wird ein Zustand der Vollkommenheit bezeichnet, der als erstrebenswert gilt. Ideale Normen beschreiben Möglichkeiten des Menschen, die als Musterleitbilder für das menschliche Streben und Handeln dienen sollen. Die Beurteilung als „normal“ oder „abnorm“ wird hier aus der Sicht ethischer, ideologischer oder anderer Wertsetzungen vorgenommen. Jede Nichteinhaltung dieser Norm wird als Abweichung angesehen und so als abnorm betrachtet. Ein bekanntes Beispiel für diese Art der Norm ist das Gebot „Du sollst nicht lügen“. Obwohl jeder Mensch lügt, es also statistisch gesehen völlig normal ist, wird ein anderer Zustand als erstrebenswert betrachtet.

### Funktionale Norm
Die funktionale Norm bezieht sich auf Zielsetzungen und Leistungen einer Person. Sie gibt an, ob die Person ihre Ziele erreicht und den ihre gestellten Aufgaben gerecht wird. Entwicklungs- und Funktionsbedingungen, die den Verhaltensmöglichkeiten einer Person entsprechen, gelten als normal. Eine funktionelle Beeinträchtigung liegt vor, wenn eine Person bei der Bewältigung einer bestimmten Aufgabe scheitert, obwohl sie diese mit den ihr zur Verfügung stehenden Möglichkeiten lösen könnte (Beispiel: Das Versagen bei einer Prüfung trotz ausreichender Kenntnisse und gewissenhafter Vorbereitung).

### Rekonstruktion von Partikularnormen bei Popitz
Zu Beginn der Normrekonstruktion ist zu klären, ob eine Norm allein für eine Subgruppe oder darüber hinaus für alle Gesellschaftsmitglieder gültig ist.
- Sind die rekonstruierten Normen einer untersuchten Gruppe zweifelsfrei von den Normen anderen Gruppen unterscheidbar?

Als soziale Norm definiert Popitz darüber hinaus jedes Verhalten, das zukünftig zu erwarten ist, das regelmäßig wiederkehrt, das gewollt wird und das mit einem Sanktionsrisiko bei Abweichung verbunden ist (vgl. Popitz 1961: 85). Zur Rekonstruktion einer Norm ist dann zu prüfen, ob das erinnerte Verhalten „gesollt“ und „regelmässig“ ist, „zukünftig erwartet“ werden kann und mit einem „Sanktionsrisiko“ einhergeht (vgl. Popitz 1961: 85 ff.). Beantwortet werden also vier Prüfungsfragen:
1. Steckt hinter gültigen Maßstäben eine Absicht, das heißt, haben sie einen desiderativen Charakter?
2. Gelangen die Verhaltenserwartung regelmäßig zur Anwendung?
3. Stehen die Maßstäbe in direktem Bezug auf zukünftige Erwartungen der Fremdplatzierten?
4. Kann ich ein Sanktionsrisiko rekonstruieren, welches Verhaltensabweichungen verhindern soll?

Erst wenn alle vier Fragen zweifelsfrei bejaht wurden, spreche ich von einer sozialen Norm, die nur für eine Subgruppe der Gesellschaft gültig ist, eine Partikularnorm.

## Befolgung von Normen oder ethische Gewissensprüfung
Nach Immanuel Kants Maximenethik bestimmen sittliche Gebote die Wertmaßstäbe menschlichen Handelns, z. B. volkstümlich formuliert: „Was du nicht willst, dass man dir tu, das füg auch keinem andern zu“ (Goldene Regel). Für mündige Menschen gewinnen Handlungsnormen nicht schon dadurch Gültigkeit, dass sie gegeben sind, sondern ihr Verpflichtungscharakter ergibt sich nach verantwortlicher Prüfung. Eine Norm, die nicht auf einem Wert gründet, hat keine sittliche Bindekraft.
Da die Befolgung von Normen eng an Belohnungen/Bestrafungen gekoppelt ist, kann das durchaus in Widerspruch zu ethischen Grundsätzen geraten.